# The 69 Eyes
The 69 Eyes là một ban nhạc rock người Phần Lan hiện đang ký hợp đồng với hãng đĩa EMI của Phần Lan. Các album của ban nhạc hiện đã có mặt trên toàn thế giới, cụ thể thì The End Records là đơn vị phân phối chính thức các sản phẩm của nhóm tại Bắc Mỹ, Nuclear Blast Records là đơn vị phân phối tại châu Âu, trong khi AmpHead Music lại chịu trách nhiệm phân phối tại Úc. Riêng tại hai thị trường châu Á và Mỹ Latin, các chi nhánh của EMI sẽ giữ vai phân phối.

## Thành viên
- Jyrki 69 (Jyrki Pekka Emil Linnankivi) – hát chính
- Bazie (Pasi Moilanen) – lead guitar, hát bè
- Timo-Timo (Timo Tapio Pitkänen) – rhythm guitar
- Archzie (Arto Väinö Ensio Ojajärvi) – bass, hát bè
- Jussi 69 (Jussi Heikki Tapio Vuori) – trống

## Danh sách đĩa nhạc
- Bump 'n' Grind (1992)
- Motor City Resurrection (1994) (compilation)
- Savage Garden (1995)
- Wrap Your Troubles in Dreams (1997)
- Wasting the Dawn (1999)
- Blessed Be (2000)
- Paris Kills (2002)
- Devils (2004)
- Angels (2007)
- Back in Blood (2009)
- X (2012)
- Universal Monsters (2016)
- West End (2019)